# ポリーノ
ポリーノ（伊: Polino）は、イタリア共和国ウンブリア州テルニ県にある、人口約200人の基礎自治体（コムーネ）。

## 地理

### 位置・広がり
テルニ県南東部のコムーネ。

#### 隣接コムーネ
隣接するコムーネは以下の通り。括弧内のRIはリエーティ県所属を示す。
- アッローネ
- フェレンティッロ
- レオネッサ (RI)
- モッロ・レアティーノ (RI)
- リヴォドゥトリ (RI)

### 気候分類・地震分類
ポリーノにおけるイタリアの気候分類 (it) および度日は、zona E, 2886 GGである。
また、イタリアの地震リスク階級 (it) では、zona 1 (sismicità alta) に分類される。